# Акулий торнадо 2: Второй по счёту
«Акулий торнадо 2: Второй по счёту» (англ. Sharknado 2: The Second One) — американский научно-фантастический комедийный фильм-катастрофа 2014 года, продолжение телевизионного фильма «Акулий торнадо» 2013 года и вторая часть серии фильмов «Акулий торнадо». Режиссером фильма выступил Энтони К. Ферранте, а Иан Зиринг и Тара Рид повторили свои роли из первого фильма. Премьера фильма состоялась 30 июля 2014 года, и он стал самым кассовым фильмом на канале Syfy.
В фильме Фин Шепард вместе с Эйприл Векслер отправляется в Нью-Йорк и пытается остановить появившуюся там группу акулоподобных существ.

## Сюжет
Фин Шепард и его бывшая жена, Эйприл Векслер, летят в Нью-Йорк для рекламы книги "Как выжить в акульих торнадо и других неестественных катастрофах" (How to Survive a Sharknado and Other Unnatural Disasters), которую Эйприл написала о шаркнадо в Лос-Анджелесе. Когда самолет заходит на посадку во время шторма, его бьют воздушные акулы, и у него отказывает двигатель. Акулы проникают в самолет, убивая пассажиров и экипаж, включая обоих пилотов. Пока Фин сажает самолет, Эйприл отрубает руку, когда она пытается застрелить акулу из пистолета воздушного маршала.
Сестра Фина, Эллен Броуди, вместе с семьей осматривает достопримечательности Нью-Йорка. Ее муж Мартин, друг детства Фина, берет их сына Вона на игру "Метс" на стадионе "Сити Филд" вместе с друзьями Мартина и Фина - Скай и Брайаном. Эллен ведет их дочь Мору к статуе Свободы, где она встречается со своими подругами Полли и Крисси, которые рассказывают ей о недавнем появлении Фина.
В аэропорту Фин пытается предупредить толпу о надвигающейся буре, но никто не воспринимает его всерьез. Оставив Эйприл в больнице на операцию, Фин удается связаться с Эллен и говорит ей, чтобы она как можно скорее приехала в отель "Бейлз Тауэр" на Манхэттене. Он соглашается забрать Мартина и Вона с игры в мяч, наняв для этого таксиста Бена. На стадионе Citi Field Скай удивляет Фина поцелуем, но Фин объясняет, что они с Эйприл снова вместе. Игру отменяют из-за шторма, но когда с неба начинают падать акулы и убивать людей, Фин и его группа импровизируют оружие для борьбы с ними и отправляются в метро.
Во время поездки на пароме обратно в Манхэттен акула убивает Крисси. Оставшиеся три женщины убегают от отрубленной головы статуи Свободы. Тем временем туннели метро затоплены, и акулы проникают в заднюю кабину поезда и убивают Брайана. Бен, предвидевший побег Фин, ведет Фин и остальных в магазины в поисках оружия и предметов для изготовления взрывчатки. Когда такси попадает в наводнение, Фин создает веревочные качели, чтобы доставить Скай, Вона и Мартина в безопасное место. Когда Бен погибает во время попытки и веревка обрывается, Фин использует верхушки акул как ступеньки, чтобы добраться до остальных.
Два акульих наноса сходятся в более мощный шторм прямо над отелем. Фин и Скай отправляются на крышу, чтобы попытаться разбомбить акульи головы. Полли расплющивает китовая акула, но Эллен и Мора добираются до отеля и воссоединяются с Мартином и Воном. Фин и Скай бросают бомбы в торнадо, но поскольку штормовая система слишком холодная, сбивают только несколько акул, и они вынуждены бежать по лестнице пожарного выхода. Они встречают Броуди, которые бежали вверх по лестнице, наводненной акулами. Они ломают дверь, чтобы выбраться на лестничную клетку и покинуть здание.
Эйприл убегает из больницы на пожарной машине, чтобы встретиться с Фином и остальными. На Эмпайр-стейт-билдинг ожидается третий торнадо, который должен соединиться с двумя другими. Фин планирует взорвать баллон с фреоном на вершине здания, соединив его с громоотводом, чтобы остановить торнадо. Он собирает толпу жителей Нью-Йорка, включая мэра и его оперативную группу, чтобы сразиться с акулами. Пока он и Скай осуществляют план, прибывает Эйприл, которая прикрепила циркулярную пилу к своей культе, и спасает Фина от падающей акулы. Скай жертвует собой, чтобы помочь соединить кабели; взрыв фреона подбрасывает их в воздух, где акулы разрывают Скай пополам. Во время смерча Фин цепляется за большую белую акулу и катается на ней с помощью цепей, в итоге насаживая ее на антенну здания. Он воссоединяется с Эйприл и находит ее потерянную руку в одной из упавших акул, а с помощью пистолета убивает другую. Затем он снимает обручальное кольцо с отрубленной руки Эйприл и делает ей предложение о повторном браке, и она соглашается.

## В ролях
| Актёр             | Роль                             |
| ----------------- | -------------------------------- |
| Иан Зиринг        | Фин Шеперд                       |
| Тара Рид          | Эйприл Векслер                   |
| Вивика А. Фокс    | бывшая одноклассница Фина Скай   |
| Кэри Вюрер        | сестра Фина Эллен Броуди         |
| Марк МакГрат      | муж Эллен Мартин Броуди          |
| Данте Пальминтери | Вон Броуди сын Мартина и Эллен   |
| Кортни Бакстер    | Мора Броуди дочь Мартина и Эллен |
| Ричард Кайнд      | Харленд «Бластер» МакГиннесс     |
| Роберт Хейз       | капитан-пилот Боб Уилсон         |
| Билли Рэй Сайрус  | доктор Квинт                     |
| Сандра Дентон     | Полли                            |
| Джуда Фридлендер  | Брайан                           |
| Biz Markie        | Винни                            |
| Энди Дик          | офицер Дойл                      |
| Джадд Хирш        | таксист Бен                      |
| Рэйчел Тру        | первый офицер Джанни Валентайн   |
| Курт Энгл         | начальник пожарной бригады       |
| Келли Рипа        | в роли самой себя                |
| Мэтт Лауэр        | в роли самого себя               |
| Келли Осборн      | стюардесса                       |
| Перес Хилтон      | нетерпеливый пассажир            |

Многие из эпизодических появлений были связаны с предыдущими ролями гостей. Роберт Хейс ранее был пилотом в Airplane!; Джадд Хирш был таксистом в такси, Дэймонд Джон — участником шоу Shark Tank, Джаред Фогл долгое время был представителем ресторанов Subway, а Билли Рэй Сайрус был врачом в Doc.
Уил Уитон снялся в эпизодической роли пассажира авиакомпании вместе со своей настоящей женой Энн. Джейсон Джон Биби также появляется в фильме.
Лауэр и Рокер предстали в роли самих себя, ведущих The Today Show; Абрамс предстал в роли ведущего The Weather Channel. Оба этих канала, как и Syfy, принадлежат компании Comcast. В отличие от них, Майкл Гельман, Страхан и Рипа повторили в фильме свои роли из шоу «В прямом эфире с Келли и Майклом»; это шоу не является собственностью Comcast и напрямую конкурирует с «Сегодняшним шоу».
В фильме есть несколько шуток на тему «Челюстей» (1975). Полли (Пегги Скотт) была секретаршей мистера Броуди, Мартин Броуди (Рой Шайдер) — шефом, Эллен (Лоррейн Гэри) — его женой, Вон (Мюррей Гамильтон) — фамилией мэра, Квинт (Роберт Шоу) — охотником на акул, а Крисси (Сьюзен Баклини) — именем первой жертвы.

## Производство
Большая часть сцен фильма снята в Нью-Йорке, а также на студии в Лос-Анджелесе.
Сиквел «Акульего торнадо» содержит множество гостевых появлений знаменитостей (камео), начиная от рэпера Biz Markie и ведущих телепередачи Today и заканчивая игроками бейсбольной команды «Нью-Йорк Метс». Также среди пассажиров рейса можно заметить актёра Уилла Уитона и его жену Анну, они не были указаны в титрах.

## Рекламная кампания
8 июля 2014 года была выпущена юмористическая книжка «Как выжить в Акульем Торнадо и других неестественных катастрофах» (по фильму, её автором является Эйприл; именно для её презентации Фин и Эйприл летели в Нью-Йорк).
Видеоигра в жанре раннера под названием Sharknado: The Video Game вышла за два дня до премьеры фильма и получила, в основном негативные отзывы.

## Выпуск
«Акулий торнадо 2: Второй по счёту» транслировался на SyFy 30 июля 2014 года. В Великобритании, Австралии и других странах он транслировался всего за несколько минут после премьеры в США, в большинстве случаев на соответствующем канале SyFy каждой страны. Количество зрителей составило 3,9 миллионов человек.
Fathom Events выпустили фильм всего на одну ночь в кинотеатрах в США 21 августа 2014 года.
25 сентября 2014 года «Акулий торнадо 2: Второй по счёту» был показан на Фестивале фантастических фильмов в Лунде, в Швеции.

## Критика
«Акулий торнадо 2: Второй по счёту» получил в основном смешанные отзывы от кинокритиков, с критикой графики и сюжета, но похвалой персонажей и абсурдности происходящего. На сайте-агрегаторе рецензий Rotten Tomatoes фильм имеет рейтинг 61% на основе 31 критика; консенсус гласит: "Шлок-фактор фильма "Акулий торнадо 2: Второй по счёту" не так занимателен, как у его предшественника, хотя поклонникам бренда он, вероятно, понравится." На Metacritic фильм имеет рейтинг 50 из 100 на основе 17 критиков, что означает "смешанные или средние отзывы".
Брайан Лоури из Variety сказал, что CGI-акулы выглядят ужасно. Нил Генцлингер из The New York Times сказал, что фильм кажется не более чем глупой забавой. Верн Гэй из Newsday сказал, что фильм не воспринимает себя так же серьезно, как оригинал. Он также сказал, что фильм не так хорош, как первый.
Дон Каплан из New York Daily News сказал, что фильм "немного лучше, более смотрибельный, чем его предшественник". Кэролайн Фрамке из The A.V. Club поставила фильму "пятерку", заявив, что "у чрезмерно разрекламированного сиквела нет никаких шансов быть настолько веселым".

## Сиквелы
В июле 2014 года телеканал SyFy объявил, что премьера фильма «Акулий торнадо 3» состоится 22 июля 2015 года и будет проходить в Вашингтоне (округ Колумбия) и Орландо (штат Флорида).
Archie Comics также выпустила историю об Арчи Эндрюсе, столкнувшемся с «Акульим торнадо» в преддверии третьего фильма.
Он вышел в эфир в обещанный срок, за ним последовал Lavalantula, который дебютировал 25 июля 2015 года, в субботу после премьеры «Акулий торнадо 3» в среду. В Lavalantula главный герой Sharknado появился в камео в белой футболке со скрещенными бензопилами. Это указывает на то, что действие происходит в общей вселенной. Поскольку он говорит, что у него сейчас «проблемы с акулами», это может указывать на то, что события Lavalantula происходят непосредственно перед или одновременно с «Акулий торнадо 3».
Было подтверждено, что «Акулий торнадо 4: Пробуждение» последует за премьерой «Акулий торнадо 3».
«Акулий торнадо 5: Глобальное роение» был подтвержден в октябре 2016 года и вышел в прокат 6 августа 2017 года.
«Последний акулий торнадо: Как раз вовремя» был подтвержден в феврале 2018 года после премьеры пятого фильма.

## Мелочи
Фильм транслировался на канале Tele 5 в рамках формата программы SchleFaZ во втором сезоне. Сиквелы также были представлены в этом формате.